# Xã Royalton, Quận Pine, Minnesota
Xã Royalton (tiếng Anh: Royalton Township) là một xã thuộc quận Pine, tiểu bang Minnesota, Hoa Kỳ. Năm 2010, dân số của xã này là 1.163 người.